# The Looney Tunes Show
The Looney Tunes Show (no Brasil, O Show dos Looney Tunes) foi uma série de desenho animado estadunidense, baseada nos personagens originais de Looney Tunes e Merrie Melodies de 1930-1969. 
Foi produzido pela Warner Bros. Animation, os curtas em CGI de Papa-Léguas e Coiote são produzidos por Crew972, e a animação de exterior é feita por Toon City Animation, Yearim e Rough Draft Studios.

## Sinopse
O conceito do show gira em torno dos companheiros de quarto Pernalonga e Patolino que vivem no subúrbio de Los Angeles com "vizinhos diferentes", incluindo Lola, Tina, Gaguinho, Frangolino, Hortelino, Frajola, Piu-Piu,  Vovó, Gossamer, Eufrazino, Ligeirinho, Marvin, Pete Puma e muitos outros. O humor e os diálogos são mais voltados ao público adulto, que assistiam aos clássicos desenhos animados da Warner Bros. Nessa série, não tem efeitos de desenho animado (com a exceção de um episódio) e todos os episódios (com a exceção de um) são canônicos.
A série também conta com outros dois segmentos que envolvem em torno da trama principal. São eles:
- Merrie Melodies - Com mais ou menos dois minutos, apresenta os personagens clássicos cantando músicas originais, homenageando os curtas de mesmo nome.
- Papa-Léguas e Coiote - Feita por  CGI, são curtas que mostram as tentativas de Coiote em pegar o Papa-Léguas. Foram exibidas apenas na primeira temporada, geralmente no último intervalo de cada episódio.

## Personagens

### Personagens Principais
- Pernalonga (Jeff Bergman) - O mesmo coelho magrelo e sarcástico de sempre, agora vive uma vida de lazer suburbana de classe média alta. Ele mora em uma casa bem alojada, dirige um carro compacto, e divide tudo isso com seu amigo, Patolino. Tem uma namorada chamada Lola e sai frequentemente com seus amigos. Seus passatempos são assistir esportes e encarar novas aventuras. Ele é bastante esperto e sempre se dá bem tanto no no inicio, quanto no meio e no final.

- Patolino (Jeff Bergman) - É o companheiro de quarto de Pernalonga. Ao contrário de todos, Patolino não tem emprego e se sustenta às custas de Pernalonga . Além de ser muito folgado, é ganancioso e tem muita inveja de Pernalonga. Ele tem um Carro Alegórico feito de papel machê, seu principal meio de transporte. Tem um grande talento para ser cabeleireiro, jogar tênis e fazer coisas estupendas. Tem uma namorada chamada Tina.

- Gaguinho (Bob Bergen) - É um dos amigos de Pernalonga e Patolino. Apesar de ser inteligente e estudioso, Gaguinho é muito inocente e ingênuo, sendo alvo fácil das armações de Pernalonga e Patolino.

### Personagens secundários
- Ligeirinho (Fred Armisen) - É um camundongo extremamente rápido que mora com Pernalonga e Patolino no seu "buraco de rato". É dono de uma pizzaria chamada "Pizzarriba".

- Eufrazino Puxa-Briga (Maurice LaMarche) - É um dos vizinhos de Pernalonga e Patolino. Ele é um baixinho conhecido por ser mentiroso, ladrão e trapaceiro. Também vive tentando ganhar 1 milhão de dólares.

- Lola Bunny (Kristen Wiig) -  Se tornou a namorada obsessiva de Pernalonga a partir do episodio "Encontro Duplo", tem o hábito de falar muito, mesmo se alguém estiver ouvindo ou não.

- Tina Russo (Jennifer Esposito e Annie Mumolo)- Uma nova personagem, criada originalmente para o show, Tina é uma pata, que namora Patolino. Ela trabalha em uma copiadora que sempre se finge de burra.
- Taz  (Jim Cummings) - Na série, Taz é retratado como um animal de quatro patas. Ele é o mascote de Pernalonga, pois inicialmente este acreditava que o animal era um cachorro, chamando-o carinhosamente de "Totó".

- Vovó (June Foray) - Uma doce velhinha que é vizinha de Pernalonga. Vovó mora em um casarão, apenas com a companhia de seus bichinhos. Apesar de velha, conseguiu dar uma direita no duodeno de Patolino, como visto em "E-Mail Maldito".
  - Piu-Piu (Jeff Bergman) - Canarinho de estimação da Vovó. Vive provocando Frajola, fazendo com que o gato tente sempre comê-lo.
  - Frajola (Jeff Bergman) - Gato de estimação da Vovó que vive tentando pegar o Piu-Piu.

- Bruxa Lezah (Roz Ryan) - Uma bruxa que mora ao lado de Pernalonga e que sempre se irrita com as maluquices de Patolino. Ela tem um consultório de hipnoterapia. Curiosamente nas clássicas animações ela se chamava "Hazel", tendo aqui seu nome invertido para "Lezah".

- Gossamer (Kwesi Boayke)- Um  monstro grande de pelos vermelhos, mas que no desenho é retratado como uma criança. É filho da Bruxa Lezah.

- Marvin, o Marciano (Eric Bauza) - Um marciano que é amigo de Patolino. Na série, é retratado como sendo um nerd que veio estudar intercâmbio na Terra e que anda sempre com uma pistola à laser.

- Pete Puma (John Kassir) - Um puma de pouca inteligência que é amigo de Patolino.

- Mac e Tosh (Rob Paulsen e Jess Harnell) Dois geômios que são muito amigos e donos de um antiquário.

- Frangolino (Jeff Bergman) - Um rico e bem sucedido galo que já trabalhou em vários ramos. Tem uma grande consideração por Patolino.

- Pepé Le Pew (René Auberjonois)- É um gambá galanteador que trabalha em um "Couy Club".

- Hortelino Troca-Letras (Billy West) - É o âncora e repórter do programa jornalístico local. Também é mostrado como sendo apresentador de talk show. Ele adora comer queijo quente e caçar e considera a caça como seu esporte favorito e como diversão, já que vive caçando patos e coelhos.

- Papa-Léguas e Coiote - Eram mostrados em curtas dentro de vários episódios da primeira temporada. Atualmente fazem eventuais aparições.

### Outros personagens
- Dr. Weisberg (Garry Marshall) - É um médico que sempre atende Pernalonga, Patolino e outros personagens da série.

- Walter Bunny (John O'Hurley) - É o pai de Lola. Ele apareceu apenas em um episódio da primeira temporada, mas retornou em alguns episódios da segunda temporada.

- Patricia Bunny (Grey DeLisle e Wendy McLendon Covey) - É a mãe de Lola. Ela apareceu apenas em um episódio da primeira temporada, mas reapareceu em alguns episódios da segunda temporada.

- Chiquinho Gavião (Ben Falcone) - Um pequeno gavião que adora comer galinha. Na segunda temporada, Gaguinho aparece como a figura paterna dele.

- K-9 - Cão de estimação de Marvin, o Marciano. Ele aparece apenas nas Merrie Melodies que seu dono estrela.

- Cecil Tartaruga (Jim Rash) - Uma tartaruga que trabalha em uma central de Atendimento ao Cliente de uma companhia de TV à cabo. É muito tranquila e dispõe de seu tempo para irritar seus clientes. Ele aparece na segunda temporada.

- Frank Russo (Dennis Farina) - É o pai de Tina. Ele aparece apenas em ''Patolino, o Advogado''.

- Vagaroso Rodriguez (Hugh Davidson) - É o primo de Ligeirinho. É o xerife de Tacapulco. Ele aparece em ''A Viúva Negra''.

- Hugo, o Abominável Homem das Neves  - Um Yeti que mora no Alasca. Ele aparece em "A Jornada Ridícula" .
- Blacque Jacque Shellacque -  É o primo de Eufrazino e rastreador. Ele aparece em "A Jornada Ridícula" .

- Os Três Ursos - Uma família de ursos formada pelo Papai Urso, Mamãe Urso e Júnior Urso. Eles aparecem em "A Jornada Ridícula"  .

- Abutre Mimoso - Um abutre de resgate que vive no deserto. Aparece em "A Jornada Ridícula".

- Petunia Porco (Kathy Mikson) -  Uma porca fêmea que namora com Gaguinho. Ela aparece na segunda temporada.
- Rodney Rabbit -  Um coelho marrom que é um velho amigo de Pernalonga. Só apareceu no episódio "Melhores Amigos de Volta".

## Ligações Externas
- The Looney Tunes Show no Cartoon Network Americano (em inglês)
- The Looney Tunes Show na RTP (em português)
- The Looney Tunes Show. no IMDb.